# Camacã
A camacã (Guazuma ulmifolia) é uma árvore da família das esterculiáceas, nativa da América do Sul. A espécie possui folhas pilosas, forrageiras, flores amarelas, e cápsulas roxo-escuras, com sementes comestíveis, de cuja casca se extrai fibra para cordoalha. Também é conhecida pelos nomes de cambacã, chico-magro, embira, embireira, embiru, envireira, guaxima-macho, guazuma, ibixuna, mucungo, mutamba, mutambo, mutambo-periquiteiro, pau-de-bicho, pau-de-mutamba, periquiteira e pojó.